# László Nagy (Handballspieler)
László Nagy [ˈlaːsloː ˈnɒɟ] (* 3. März 1981 in Székesfehérvár, Ungarn) ist ein ehemaliger ungarischer Handballspieler. Der 2,09 m große Linkshänder wurde meistens im rechten Rückraum eingesetzt. Seit 2023 ist er Mitglied der Hall of Fame der Europäischen Handballföderation.

## Spielerlaufbahn
László Nagys Familie zog nach Szeged, als er ein Jahr alt war. Sein Vater war professioneller Basketballspieler und so begann auch László zunächst mit dieser Sportart. Mit 13 Jahren stand er in der nationalen U13-Auswahl und bekam Angebote aus den USA, lehnte diese aber ab und entschied sich schließlich ganz für den Handballsport, den er in der Schule kennengelernt hatte. So kam er bald in das Jugendinternat von SC Pick Szeged, wo er bereits mit späteren Nationalmannschaftskollegen wie Dániel Buday zusammenspielte. Mit 16 Jahren debütierte er im Profiteam von Pick Szeged in der ersten ungarischen Liga. Schnell wurden ausländische Clubs auf den baumlangen ungarischen Nachwuchsspieler aufmerksam und 2000 wechselte er zum FC Barcelona in die spanische Liga ASOBAL. Mit den Katalanen gewann er 2002/03, 2005/06, 2010/11 und 2011/2012 die spanische Meisterschaft, 2000/01 und 2001/02 die Copa ASOBAL, 2003/04 die Copa del Rey de Balonmano, 2000/01, 2001/02 und 2006/07 die Supercopa Asobal, 2002/03 den EHF-Pokal sowie 2004/05 und 2010/11 die EHF Champions League.
Im Sommer 2012 wechselte er zum ungarischen Verein MKB Veszprém, mit dem er 2013, 2014, 2015, 2016, 2017 und 2019 Meister sowie 2013, 2014, 2015, 2016, 2017 und 2018 Pokalsieger wurde. Nach der Saison 2018/19 beendet Nagy seine Karriere und übernahm das Amt des Sportdirektors bei MKB Veszprém.

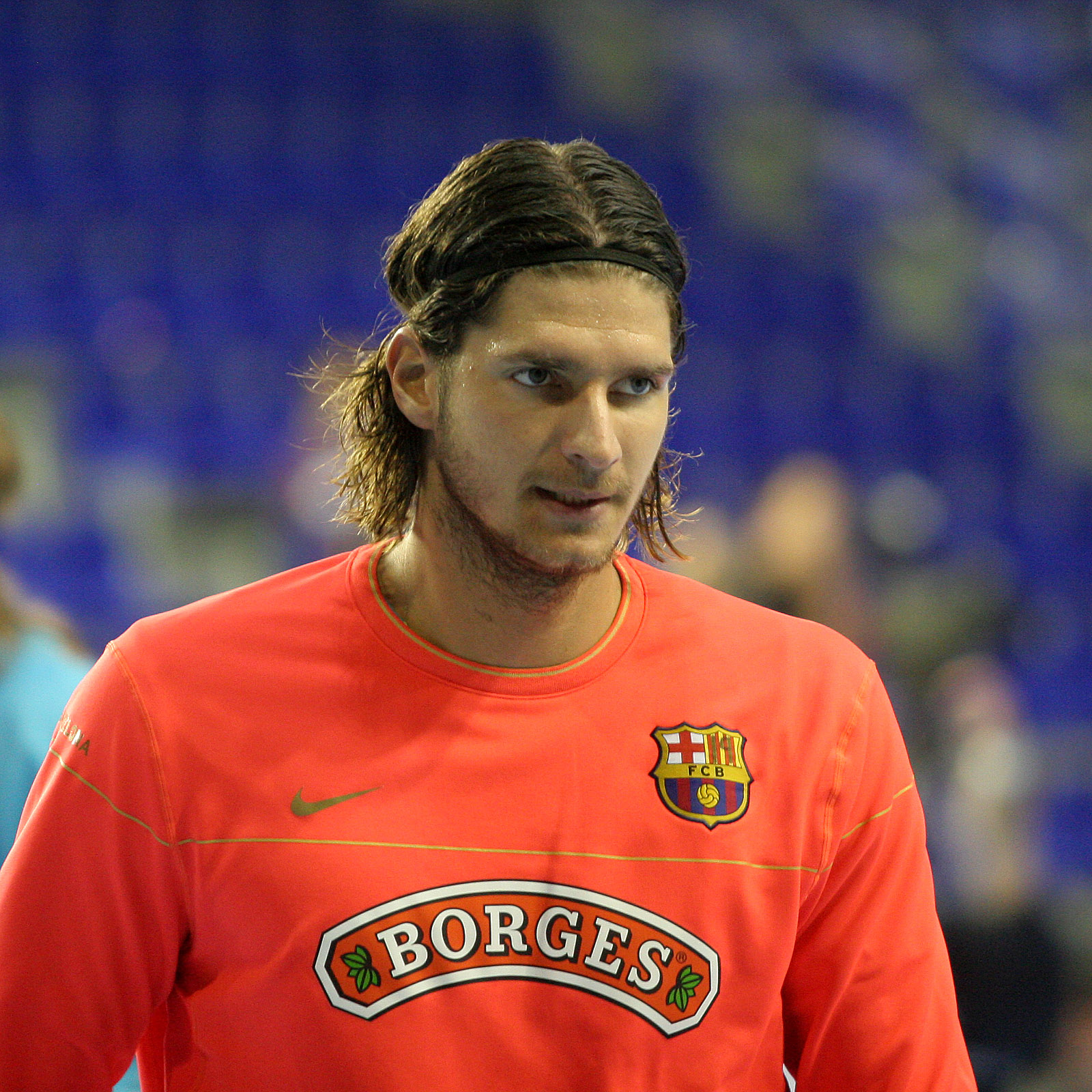
László Nagy vor einem Spiel in der Champions League

Nagy bestritt 209 Länderspiele für die ungarische Männer-Handballnationalmannschaft. Bei der Weltmeisterschaft 2007 in Deutschland belegte er mit Ungarn den 9. Platz. Am 10. Februar 2011 gab er schließlich seinen Rücktritt von der ungarischen Handballnationalmannschaft bekannt. Im Jahr 2012 kehrte er wieder in den Kader zurück und nahm an den Olympischen Spielen in London teil. Im Oktober 2017 beendete er endgültig seine Länderspiellaufbahn.